# Hellzapoppin' (film)
(dai titoli di testa del film Hellzapoppin')
Hellzapoppin' è un film comico musicale del 1941, diretto da H.C. Potter e ispirato direttamente all'omonima rivista messa in scena a Broadway.
Innovativo per l'epoca in cui era stato prodotto, il film è entrato nell'immaginario collettivo ed è ora considerato un cult.

## Trama
Il film è un susseguirsi di situazioni al limite dell'assurdo e del nonsenso: il tutto è causato dall'improvvisa passione dell'operatore di sala per una donna e la conseguente confusione nelle pizze da proiettare.

## Storia e caratteristiche
Il film, interpretato dagli stessi Ole Olsen e Chic Johnson, protagonisti della rivista originale, con Martha Raye e Shemp Howard, è divenuto una pietra miliare della filmografia comica (ad esso si ispirò spesso, per esempio, il gruppo comico inglese Monty Python).
(da un dialogo tratto dal film)
Innovativo sia nell'uso della pellicola sia negli effetti speciali, il film si caratterizzava per il largo uso di nonsense e situazioni "assurde", tanto da rendere l'espressione Hellzapoppin' proverbiale.
Il film usa una sorta di campionario di tutti gli errori e le trasgressioni possibili alle regole base del cinema narrativo classico: fermo immagine, spezzoni proiettati a marcia indietro e capovolti, sguardi in camera, attori che parlano con gli spettatori e addirittura l'ombra di un ragazzino nell'ipotetica sala cinematografica che si alza perché viene richiamato a casa, sua madre lo cerca, è Stinky Miller.
Il film comparve nelle nomination degli Oscar 1943 per la miglior canzone con Pig Foot Pete (musica di Gene de Paul, testo di Don Raye) ma non si aggiudicò il premio.
Nonostante apparisse attribuita al film sia fra le nomination che nel programma dell'Academy, la canzone apparteneva in realtà a Razzi volanti (Keep 'Em Flying) di Gianni e Pinotto, prodotto e distribuito dallo stesso studio di Hellzapoppin', uscito nel 1941 e pertanto fuori regolamento.

## Hellzapoppin' nella cultura di massa
- Il film ha dato il titolo alla trasmissione radiofonica di Radio 2 che vide l'esordio del Trio nel 1982, e a una nota rubrica radiofonica trasmessa a diffusione nazionale dall'emittente Radio 24.
- Il film ha ispirato Dylan Dog in un numero extracollana: Dylan Dog presenta Groucho: Horrorpoppin, la cui trama è del tutto simile a quella del film, sia per la storia che per il "montaggio". Esplicitamente citato anche in Dylan Dog e Martin Mystere: La fine del mondo, in cui varie situazioni vengono presentate fuori contesto, per poi essere collegate tra loro a creare la trama.
- Il film ha ispirato Renzo Arbore, Ugo Porcelli, Gianni Boncompagni, Giorgio Bracardi e Mario Marenco una rubrica radiofonica andata in onda negli anni '70 sul secondo programma radio della RAI, intitolata Alto gradimento.

## Citazioni
- In una scena, un nativo americano a cavallo chiede dove fossero andati gli "altri". Questa scena è stata citata anche da Umberto Eco ne Il pendolo di Foucault.
- Anche Luciano De Crescenzo cita nel suo libro Ordine e disordine il film, ascrivendolo ovviamente tra le forze del disordine.
- Leonardo Sciascia in Una storia semplice: "Ma è impossibile immaginare che un uomo, dopo aver maneggiato una pistola, al momento di suicidarsi si metta il guanto, si spari e abbia poi il tempo di ritogliersi il guanto e farlo sparire. Roba da hellzapoppin".
- Marilyn Manson nella canzone The Golden Age of Grotesque, tratta dall'omonimo album, in una strofa cita: "Hellzapoppin, open your Third Nostril / Put on your black face and your god is gone.", facendo appunto riferimento al celebre film.